# ATP-toernooi van San Remo
Het ATP-toernooi van San Remo (gespeeld onder de naam San Remo open) is een voormalig tennistoernooi van de ATP-Tour dat in 1990 plaatsvond op outdoor gravelbanen. Het toernooi nam in 1990 de licentie over van het ATP-toernooi van Saint-Vincent, dat van 1986 tot en met 1989 in de gelijknamige Noord-Italiaanse plaats was gehouden.

## Finales

### Enkelspel
| Jaar | Winnaar      | Finalist      | Score    |
| ---- | ------------ | ------------- | -------- |
| 1990 | Jordi Arrese | Juan Aguilera | 6–2, 6–2 |

### Dubbelspel
| Jaar | Winnaars                       | Runners-up                  | Score         |
| ---- | ------------------------------ | --------------------------- | ------------- |
| 1990 | Mihnea-Ion Năstase Goran Prpić | Ola Jonsson Fredrik Nilsson | 3–6, 7–5, 6–3 |

ITF-toernooien (mannen en vrouwen)

ATP-toernooien (mannen) – ATP-seizoen 2025

WTA-toernooien (vrouwen) – WTA-seizoen 2025

Voormalige toernooien mannen
Voormalige toernooien vrouwen
Voormalige amateurtoernooien